# Estreito da Dinamarca

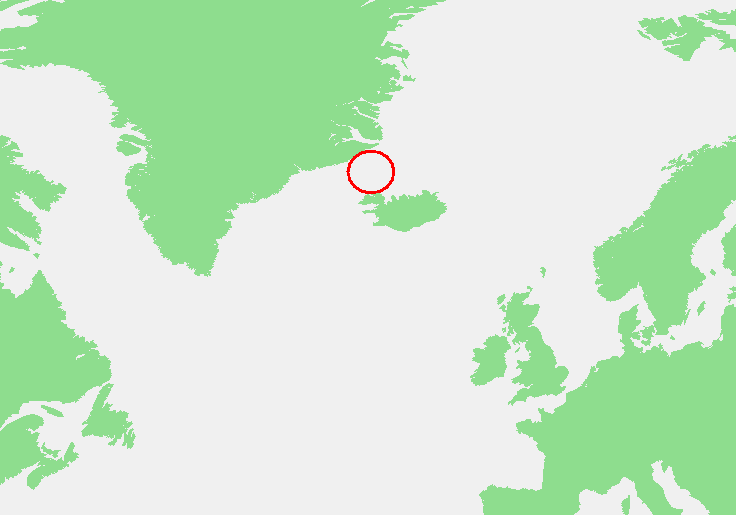
Localização do estreito da Dinamarca.

Designa-se por estreito da Dinamarca (em dinamarquês:  Danmarksstrædet, em islandês:  Grænlandssund) a parte oceânica situada entre a Gronelândia e a Islândia, ligando o Mar da Groenlândia ao Mar de Irminger. Apesar da sua designação, não está situado na Dinamarca como o nome sugere. 
Tem cerca de 480 km de comprimento e 290 km de largura, sendo a máxima profundidade 650 m. A Corrente da Groenlândia Oriental passa pelo estreito, transportando água fria e inúmeros icebergs do Oceano Glacial Ártico para o Oceano Atlântico. É uma importante área de pesca.